# Санта Валбурга (Болцано)
Санта Валбурга је насеље у Италији у округу Болцано, региону Трентино-Јужни Тирол.
Према процени из 2011. у насељу је живело 826 становника. Насеље се налази на надморској висини од 1253 м.